# Yohannes Tilahun
Yohannes Tilahun (ur. 16 października 1993 w Asmarze) – erytrejski piłkarz, grający na pozycji pomocnika.

## Kariera piłkarska

### Kariera klubowa
W 2008 rozpoczął karierę piłkarską w klubie Mai Temenai FC.

### Kariera reprezentacyjna
W 2009 debiutował w narodowej reprezentacji Erytrei. Łącznie rozegrał 7 meczów.